# Vostro onore
Vostro onore è una miniserie televisiva italiana trasmessa in prima serata su Rai 1 dal 28 febbraio al 21 marzo 2022. È diretta da Alessandro Casale, prodotta da Rai Fiction in collaborazione con Indiana Production ed ha come protagonista Stefano Accorsi. Vostro onore è l’adattamento della serie televisiva israeliana Kvodo (2017). Da Kvodo è tratta anche la serie televisiva statunitense Your Honor.

## Trama
Vittorio Pagani è un giudice milanese noto e rispettato per la sua onorabilità. La recente scomparsa della moglie Linda, morta suicida, ha lasciato un segno doloroso nella sua vita e ha complicato il suo già difficile rapporto con il figlio neomaggiorenne Matteo, che vive con la nonna materna Anita. Vittorio sarà costretto a fare una scelta quando il ragazzo, alla guida della vecchia auto della mamma, investirà un giovane membro di una famiglia criminale, i Silva. I Silva sono una vecchia conoscenza del giudice: infatti, quando era PM, è stato proprio lui a sciogliere l'organizzazione e ad arrestare il capoclan. Quindi sa bene che, se questi scoprissero chi ha causato l'incidente, non esiterebbero a vendicarsi e ad uccidere Matteo. Ecco perché lo stimato giudice decide di infrangere la "legge", della cui integrità è sempre stato paladino. A condizionare le vicende di padre e figlio i colleghi del primo, tra cui gli amici Salvatore e Ludovica, e i compagni del secondo, tra cui la fidanzata Chiara e la neo-arrivata Camilla (tra l'altro figlia di Paolo Danti, membro delle ricerche poliziesche).

## Episodi
| Stagione       | Episodi | Prima TV |
| -------------- | ------- | -------- |
| Stagione unica | 8       | 2022     |

## Personaggi e interpreti
- Vittorio Pagani, interpretato da Stefano Accorsi. È un giudice rispettabile che cerca di salvare il figlio.
- Sara Vichi, interpretata da Barbara Ronchi. È l'ispettore che indaga sull'incidente di Diego Silva.
- Paolo Danti, interpretato da Francesco Colella. È il dirigente del commissariato che affiancherà la Vichi nell'indagine.
- Matteo Pagani, interpretato da Matteo Oscar Giuggioli. È il figlio di Vittorio.
- Ludovica Renda, interpretata da Camilla Semino Favro. È l'avvocato di Nino Grava.
- Anita Riva, interpretata da Betty Pedrazzi. È la suocera di Vittorio.
- Salvatore Berto, interpretato da Leonardo Capuano. È un vecchio ispettore della DIA finito nei guai per aver sposato Maddalena Grava e che ora aiuta Vittorio.
- Maddalena Grava, interpretata da Francesca Beggio. È la moglie di Salvatore, sorella dell'imprenditore Filippo Grava con il quale non è in buoni rapporti da quando ha deciso di allontanarsi dalla famiglia, ed è cugina di Nino Grava.
- Camilla Danti, interpretata da Isabella Mottinelli. È la nuova fidanzata di Matteo ed è la figlia di Paolo Danti.
- Nino Grava, interpretato da Riccardo Vicardi. È il figlio di un boss morto da tempo e cugino di Filippo e Maddalena. Viene coinvolto dal marito di Maddalena, Salvatore, per far sparire l'auto di Vittorio.
- Filippo Grava, interpretato da Gabriele Falsetta. È il fratello di Maddalena e cugino di Nino. È un imprenditore all’apparenza immacolato.
- Anna Sormani, interpretata da Cristina Pasino. È la madre di Nino.
- Lucas Silva, interpretato da Claudio Corinaldesi. È il capo clan finito in carcere con l'operazione condotta da Vittorio Pagani.
- Miguel Silva, interpretato da Simon Rizzoni. È il figlio di Lucas e fratello di Diego.
- Carlos Alvarez, interpretato da Roberto Oliveri. È il braccio destro di Miguel.
- Mirko Orlando, interpretato da Jacopo Maria Bicocchi. È il vice ispettore che affianca Sara Vichi.
- Chiara Rossi, interpretata da Pauline Fanton. È la fidanzata di Matteo prima di essere lasciata per Camilla.
- Dario Rovati, interpretato da Francesco Buttironi. È un amico di Matteo e suo compagno di banco.
- Linda Canovi, interpretata da Francesca Cavallin. È la defunta moglie di Vittorio e madre di Matteo.
- Federico Masieri, interpretato da Remo Girone. È il presidente del tribunale.
- Guido Varri, interpretato da Roberto Accornero. È un collega di Vittorio.

## Produzione
La serie è prodotta da Rai Fiction in collaborazione con Indiana Production.

### Riprese
Le riprese della serie si sono svolte da maggio 2021 all'autunno dello stesso anno tra Milano e Roma.